# Morti nel 1965/Gennaio
| Questa pagina contiene informazioni ricavate automaticamente dalle voci biografiche con l'ausilio del template Bio e di un bot. L'aggiornamento è periodico e automatico e ricostruisce completamente la pagina. Se manca una persona in questa lista, sei pregato di non aggiungerla, ma accertati piuttosto che la sua voce biografica contenga il template Bio e che i dati anagrafici siano correttamente compilati. Se il template Bio manca, inseriscilo tu stesso o, in alternativa, metti l'avviso {{tmp\|Bio}} che ne segnala la mancanza. Se i dati riportati sono sbagliati, correggi direttamente la voce biografica; le modifiche saranno visibili in questa lista entro pochi giorni. Per chiarimenti vedi il progetto biografie. La lista contiene solo le 86 persone che sono citate nell'enciclopedia e per le quali è stato implementato correttamente il template Bio. Pagina aggiornata al 3 mar 2024. |

- 1º gennaio - Romolo Costa, attore e doppiatore italiano (n. 1897)
- 1º gennaio - Mariano Picón Salas, scrittore, diplomatico e storico venezuelano (n. 1901)
- 1º gennaio - Antonio Pietropaolo, anarchico e partigiano italiano (n. 1899)
- 1º gennaio - Juan Bautista Plaza, compositore venezuelano (n. 1898)
- 1º gennaio - Ray Reed, pilota automobilistico zimbabwese (n. 1932)
- 1º gennaio - Nino Resegotti, arbitro di calcio e allenatore di calcio italiano (n. 1876)
- 1º gennaio - Fritz Retter, calciatore tedesco (n. 1896)
- 1º gennaio - George Simpson, meteorologo e esploratore britannico (n. 1878)
- 1º gennaio - Ludwig Wrede, pattinatore artistico su ghiaccio austriaco (n. 1894)
- 3 gennaio - Milton Avery, pittore statunitense (n. 1885)
- 3 gennaio - Mario Basiola, baritono italiano (n. 1892)
- 3 gennaio - Violet Elliot-Murray-Kynynmound, nobildonna inglese (n. 1889)
- 3 gennaio - Betty Harte, attrice e sceneggiatrice statunitense (n. 1882)
- 3 gennaio - Adelina Otero-Warren, attivista e politica statunitense (n. 1881)
- 3 gennaio - Aleksandr Nikolaevič Poskrëbyšev, politico sovietico (n. 1891)
- 4 gennaio - T. S. Eliot, poeta, saggista e critico letterario statunitense (n. 1888)
- 5 gennaio - Ralph Morgan, dirigente sportivo statunitense (n. 1884)
- 5 gennaio - Angelo Palla, calciatore italiano (n. 1901)
- 5 gennaio - Eligio Perucca, fisico italiano (n. 1890)
- 6 gennaio - Søren Marinus Jensen, lottatore danese (n. 1879)
- 6 gennaio - Alfonso Monfardini, scultore e pittore italiano (n. 1887)
- 6 gennaio - Jack Mower, attore statunitense (n. 1890)
- 7 gennaio - Sarah Edwards, attrice britannica (n. 1881)
- 7 gennaio - Arthur Nordlie, politico, arbitro di calcio e dirigente sportivo norvegese (n. 1883)
- 8 gennaio - Boris Vasil'evič Barnet, regista e sceneggiatore sovietico (n. 1902)
- 8 gennaio - Johann Paul Kremer, militare e criminale di guerra tedesco (n. 1883)
- 9 gennaio - Carlo Cevenini, allenatore di calcio e calciatore italiano (n. 1901)
- 9 gennaio - Lorenzo Cozza, scultore italiano (n. 1877)
- 9 gennaio - Karl von Keissler, micologo austriaco (n. 1872)
- 10 gennaio - Antonín Bečvář, astronomo ceco (n. 1901)
- 10 gennaio - Frederick Fleet, marinaio britannico (n. 1887)
- 10 gennaio - Friedrich Hefty, aviatore austro-ungarico (n. 1894)
- 11 gennaio - Albert Victor Alexander, I conte Alexander di Hillsborough, politico inglese (n. 1885)
- 11 gennaio - Florestano Di Fausto, ingegnere, architetto e politico italiano (n. 1890)
- 12 gennaio - Gwynne Evans, pallanuotista e nuotatore statunitense (n. 1880)
- 12 gennaio - Lorraine Hansberry, scrittrice e drammaturga statunitense (n. 1930)
- 14 gennaio - Virginia Angiola Borrino, medico e pediatra italiana (n. 1880)
- 14 gennaio - Marco Fanno, economista italiano (n. 1878)
- 14 gennaio - Giulio Ferrari, imprenditore italiano (n. 1879)
- 14 gennaio - Jeanette MacDonald, cantante e attrice statunitense (n. 1903)
- 15 gennaio - Telesio Interlandi, giornalista italiano (n. 1894)
- 15 gennaio - Yves Renouard, storico francese (n. 1908)
- 16 gennaio - Beniamino Socche, vescovo cattolico italiano (n. 1890)
- 16 gennaio - Herbert Taylor, nuotatore e pallanuotista statunitense (n. 1892)
- 16 gennaio - Giuseppe Viviani, pittore e incisore italiano (n. 1898)
- 16 gennaio - Elsie Jane Wilson, attrice, regista e sceneggiatrice neozelandese (n. 1890)
- 17 gennaio - Pierre-Marie Gerlier, cardinale e arcivescovo cattolico francese (n. 1880)
- 17 gennaio - Javotte Bocconi Manca di Villahermosa, nobildonna e mecenate italiana (n. 1879)
- 17 gennaio - Secondo Siviardo, calciatore, dirigente sportivo e allenatore di calcio italiano (n. 1894)
- 18 gennaio - G. E. Lowman, pastore protestante e conduttore radiofonico statunitense (n. 1897)
- 19 gennaio - George Hogan, cestista statunitense (n. 1915)
- 19 gennaio - Arnold Luhaäär, sollevatore estone (n. 1905)
- 19 gennaio - Moncho Gil, calciatore spagnolo (n. 1897)
- 19 gennaio - Frank Reicher, attore, regista e produttore cinematografico tedesco (n. 1875)
- 20 gennaio - Alan Freed, disc jockey e conduttore radiofonico statunitense (n. 1921)
- 20 gennaio - Joaquín Hernández, cestista e allenatore di pallacanestro spagnolo (n. 1933)
- 21 gennaio - Geeta Bali, attrice indiana (n. 1930)
- 21 gennaio - Arie Bieshaar, calciatore olandese (n. 1899)
- 21 gennaio - Reino Helismaa, cantautore, scrittore e attore finlandese (n. 1913)
- 21 gennaio - Philip Joubert de la Ferté, aviatore inglese (n. 1887)
- 22 gennaio - Bessie Eyton, attrice statunitense (n. 1890)
- 22 gennaio - Gaetano Malchiodi, arcivescovo cattolico italiano (n. 1878)
- 22 gennaio - Pierre Taittinger, politico e imprenditore francese (n. 1887)
- 24 gennaio - Elvira Casazza, mezzosoprano italiano (n. 1884)
- 24 gennaio - Winston Churchill, politico, storico e giornalista britannico (n. 1874)
- 24 gennaio - Giuseppe Cocchiara, antropologo e etnologo italiano (n. 1904)
- 24 gennaio - Billy Cowan, calciatore scozzese (n. 1896)
- 24 gennaio - Nikolaj Onufrievič Losskij, filosofo russo (n. 1870)
- 25 gennaio - Vinzenz Dittrich, allenatore di calcio e calciatore austriaco (n. 1893)
- 25 gennaio - Billy Wedlock, calciatore inglese (n. 1880)
- 26 gennaio - Umberto Ravetta, vescovo cattolico e direttore di coro italiano (n. 1884)
- 27 gennaio - Jules Pierre van Biesbroeck, pittore e scultore belga (n. 1873)
- 27 gennaio - Emil Kliment, sollevatore austriaco (n. 1879)
- 27 gennaio - Reino Kuuskoski, politico finlandese (n. 1907)
- 27 gennaio - Elena Lanzoni Prevost, imprenditrice e dirigente d'azienda italiana (n. 1878)
- 27 gennaio - Kyūzō Mifune, judoka giapponese (n. 1883)
- 27 gennaio - Ezio Riboldi, politico italiano (n. 1878)
- 27 gennaio - Danilo Sbrana, calciatore italiano (n. 1900)
- 28 gennaio - Taymur dell'Oman, sovrano omanita (n. 1886)
- 28 gennaio - Maxime Weygand, generale francese (n. 1867)
- 29 gennaio - Salvatore Cafiero, attore teatrale, commediografo e comico italiano (n. 1882)
- 29 gennaio - Gladys Vanderbilt Széchenyi (n. 1886)
- 30 gennaio - Frol Romanovič Kozlov, politico sovietico (n. 1908)
- 31 gennaio - Kent Cooper, giornalista statunitense (n. 1880)
- 31 gennaio - Cay Lembcke, politico danese (n. 1885)
- 31 gennaio - Konstantin Muraviev, politico bulgaro (n. 1893)